# Paraíso (Divina comedia)

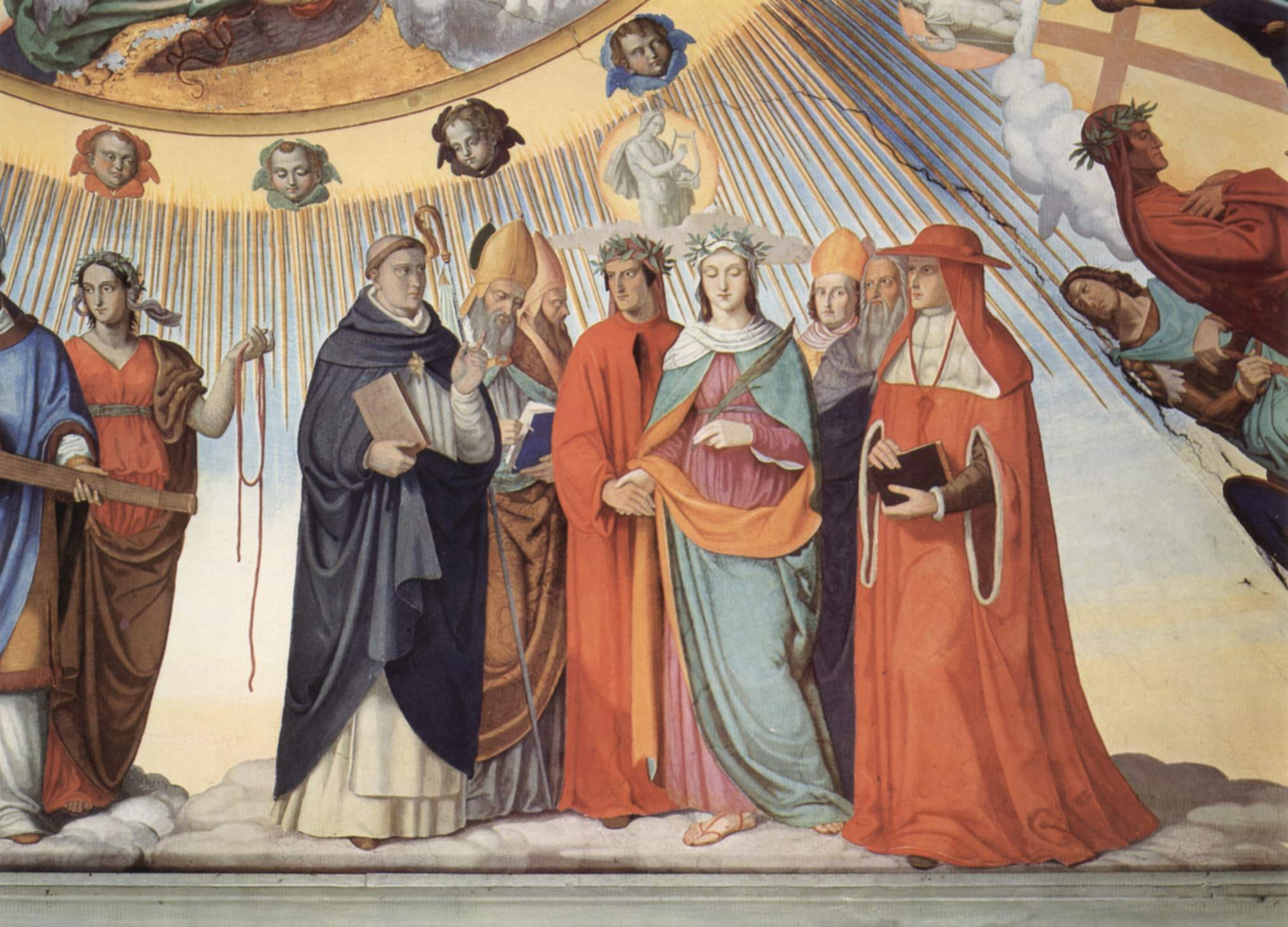
Dante y Beatriz en el Paraíso con un grupo de sabios, en un fresco de Philipp Veit.

El Paraíso es el tercer canto del poema medieval titulado Divina Comedia, del florentino Dante Alighieri; los primeros dos son el Infierno y el Purgatorio. Fue escrito entre 1313 o 1314 y 1321, fecha del fallecimiento del poeta. Mientras el Infierno y el Purgatorio son sitios terrestres, el Paraíso es un mundo inmaterial, etéreo, dividido en nueve cielos. Los primeros siete llevan el nombre de cuerpos celestes del sistema solar, que en su orden son Luna, Mercurio, Venus, Sol, Marte, Júpiter, Saturno. El último par está compuesto por las estrellas fijas y el Primer móvil. 
Un gran conjunto de escenarios compone el Empíreo. La relación entre Dante y los beatos, sin embargo, es diferente de la que había sostenido con los habitantes de los otros dos reinos. De hecho, todas las almas del Paraíso, se encuentran en el Empíreo, y precisamente en la cuenca de la Cándida Rosa (o Rosa Mística) desde el cual contemplan directamente a Dios. Sin embargo, para que su viaje por el Paraíso sea más fácil de comprender, las figuras aparecen por cielo, en una precisa correspondencia astrológica entre las cualidades de cada planeta y el tipo de experiencia espiritual realizada por el personaje descrito. De esa manera, en el cielo de Venus se encuentran los espíritus amantes, mientras que en el de Saturno los contemplativos.
Virgilio, que simboliza la Razón, ha desaparecido. En su lugar, Beatriz (Beatrice), quien representa la teología, toma el lugar de guía. De hecho, es imposible llegar a Dios tan solo con la razón, siendo necesaria la verdad iluminada. A continuación Dante encuentra un nuevo guía, Bernardo de Claraval. Beatriz sigue acompañándolo y ruega por él en el momento de la invocación final del santo a María.
Al recorrer los tiempos del viaje a través del Paraíso, Dante tiene presente el esquema del Itinerario de la mente en Dios de San Buenaventura, que buscaba platónicamente tres grados de aprendizaje: el Extra nos, la experiencia de los siete cielos, que corresponde al conocimiento sensible de teoría platónica; el Intra nos, o la experiencia de las estrellas fijas, correspondiente a la visión ; el Supra nos, o la experiencia del Empíreo, correspondiente al conocimiento intelectual. En esta ocasión sigue habiendo elementos de tipo escolástico-aristotélico (vida mundana, activa y contemplativa), y agustiniano (la vida activa según la Scientia, y la vida contemplativa según la Sapientia).

## Introducción
El Paraíso comienza en la cima del Monte Purgatorio, al mediodía del miércoles después de Pascua, coincidiendo narrativamente con el final del Purgatorio. Tras ascender por la atmósfera superior (Canto I), Beatriz guía a Dante a través de los cielos del Paraíso, hacia el Empíreo, que es donde Dios reside. Las nueve esferas son concéntricas, como en la clásica teoría geocéntrica de la cosmología medieval.

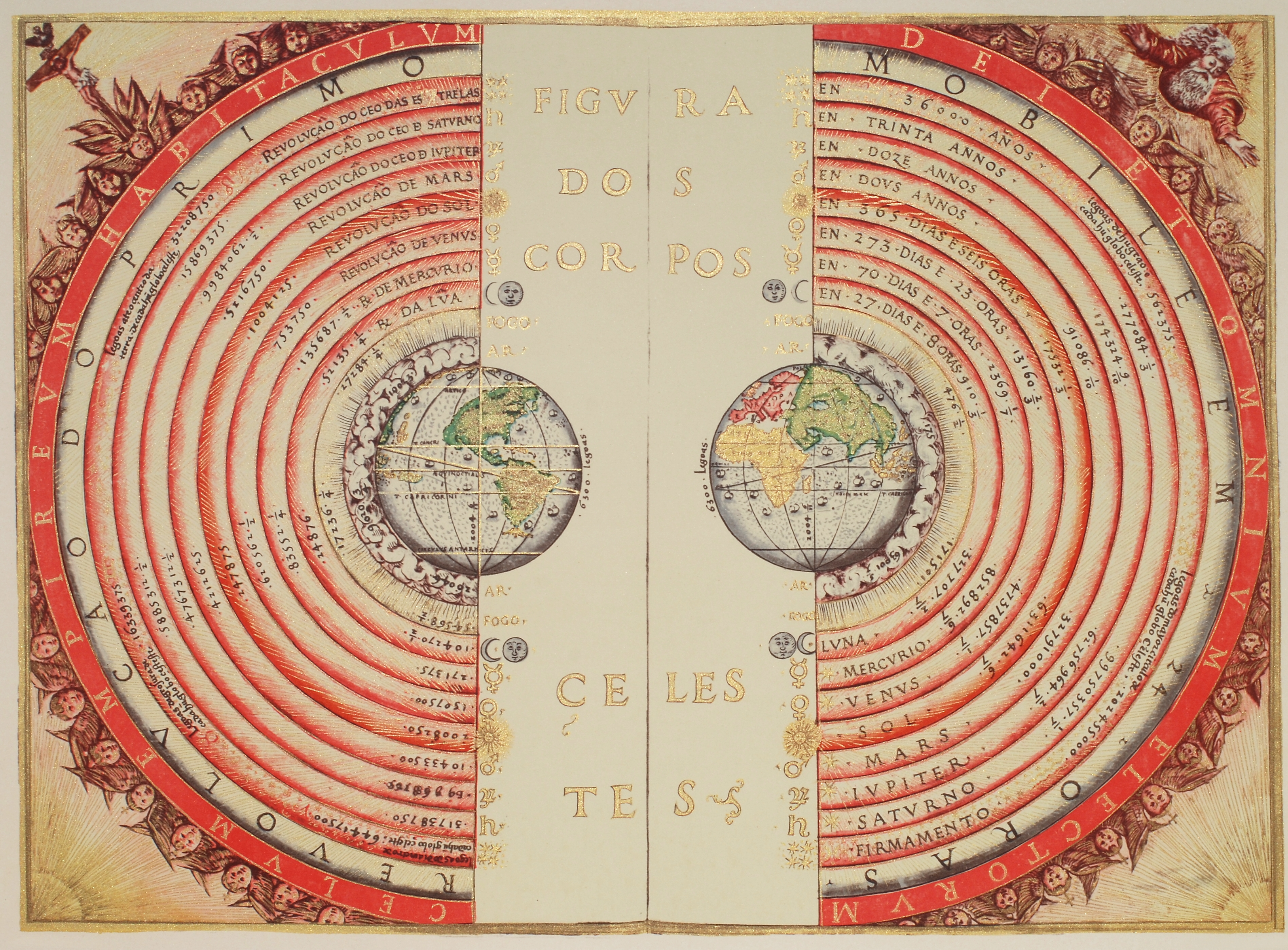
El Paraíso adopta la cosmología geocentrista.

Durante su viaje, Dante conoce y departe con varias almas bendecidas. Al respecto, es muy explícito al señalar que todas viven en estado de beatitud, en el Empíreo, por lo que no debe pensar que las encontradas en los cielos se encuentren efectivamente en un lugar distinto de las de los mayores santos. A diferencia de lo que sucede en los otros reinos, la disposición en capas se debe en el Paraíso a la propiedad de sentir más o menos a Dios de las almas que lo habitan:

"(...) del primer cielo son el ornamento,

y gozan más o menos dulce vida

según sienten allí el eterno alimento."

Sin embargo, como elemento didáctico respecto al entendimiento de Dante (y por ende de sus lectores) los personajes de los cielos y su disposición son "como una señal" para mostrar las diferentes almas en distintas esferas según varios criterios de distribución. La escolástica asiste al autor en esta y otras explicaciones similares, que son frecuentes en la cántica.
Mientras las estructuras del Infierno y del Purgatorio se basan en las diferentes características del pecado, la estructura del Paraíso se basa en las cuatro virtudes cardinales (Prudencia, Justicia, Templanza, y Coraje) y las tres virtudes teologales (Fe, Esperanza, y Caridad).

## Las esferas del cielo

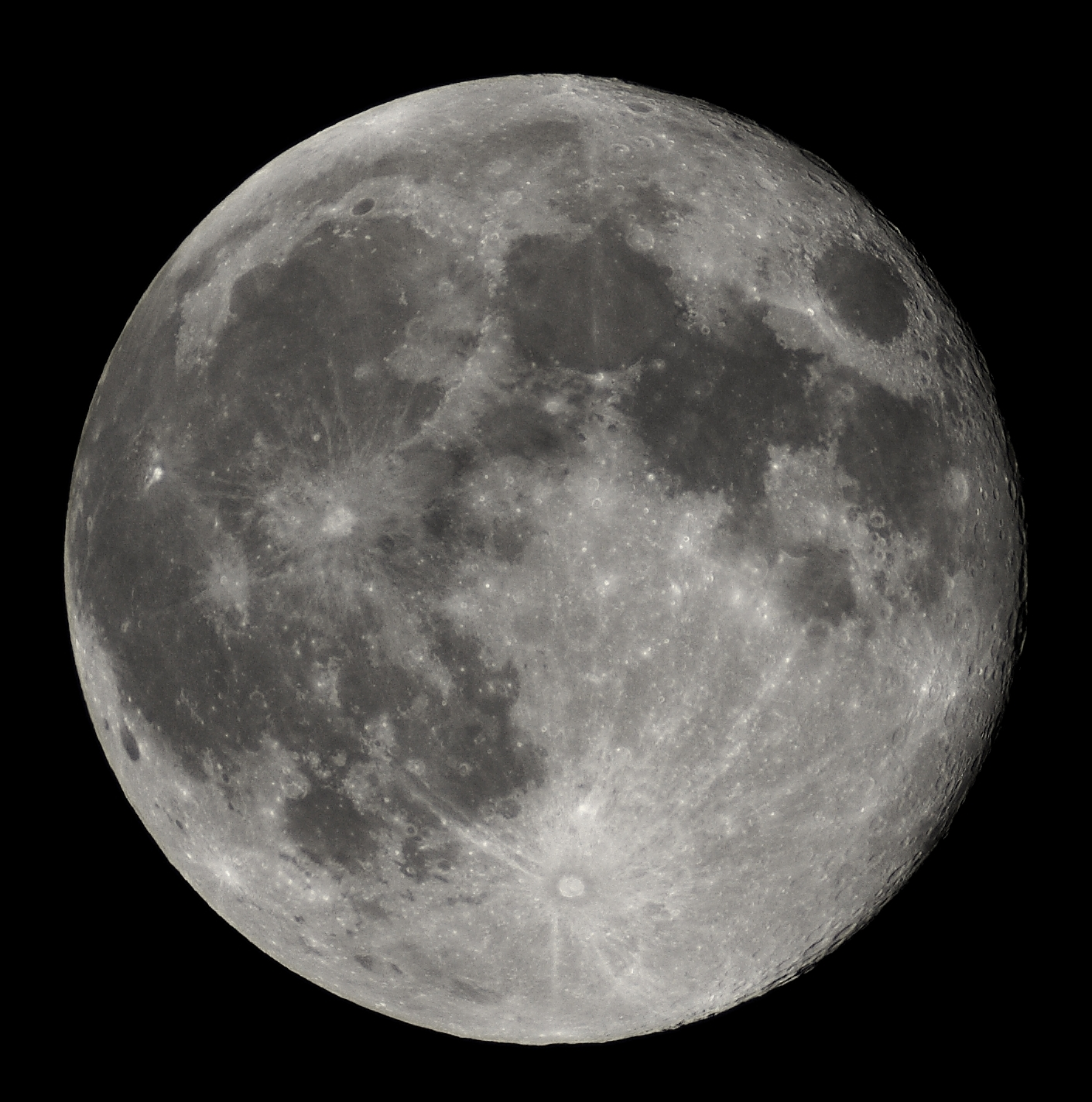
En el Canto 2 Beatriz explica a Dante las diferencias de luminosidad de la Luna.

Las nueve esferas del Cielo son Luna, Mercurio, Venus, Sol, Marte, Júpiter, Saturno, las Estrellas fijas, y el Primer móvil. Esos astros están organizados según la jerarquía de los ángeles. Dante también evoca otras asociaciones, como la existente entre Venus y el amor romántico. Las primeras tres esferas (que se encuentran bajo la influencia de la Tierra) están asociadas a formas deficientes de Coraje, Justicia, y Templanza. Las otras cuatro se vinculan a ejemplos positivos de Prudencia, Coraje, Justicia, y Templanza; por su parte, la Fe, la Esperanza y la Caridad se concentran en la octava esfera.

### Esfera del fuego (Modo de subir, limite entre el plano terrestre y astral)
Dante en el Canto I menciona como subir desde el paraíso terrestre en el purgatorio hacia las estrellas, elevándose teniendo en cuenta las dos virtudes intelectuales que son Inteligencia y Amor en su espíritu, y así, poder atravesar la esfera del fuego, por otro lado Beatriz le menciona que verá como esta constituido el orden del universo y las estrellas. Ascendiendo a la primera esfera.

### Primera esfera (la Luna, cambios y mutaciones)
En su visita a la Luna, Beatriz explica a Dante el por qué de las marcas en su superficie, describiendo un sencillo experimento de óptica. También expresa su estima por el método experimental en general (Canto II):

"Mas de esta instancia puede liberarte

la experiencia, cuando es realizada,

que es fuente del arroyo de vuestro arte."

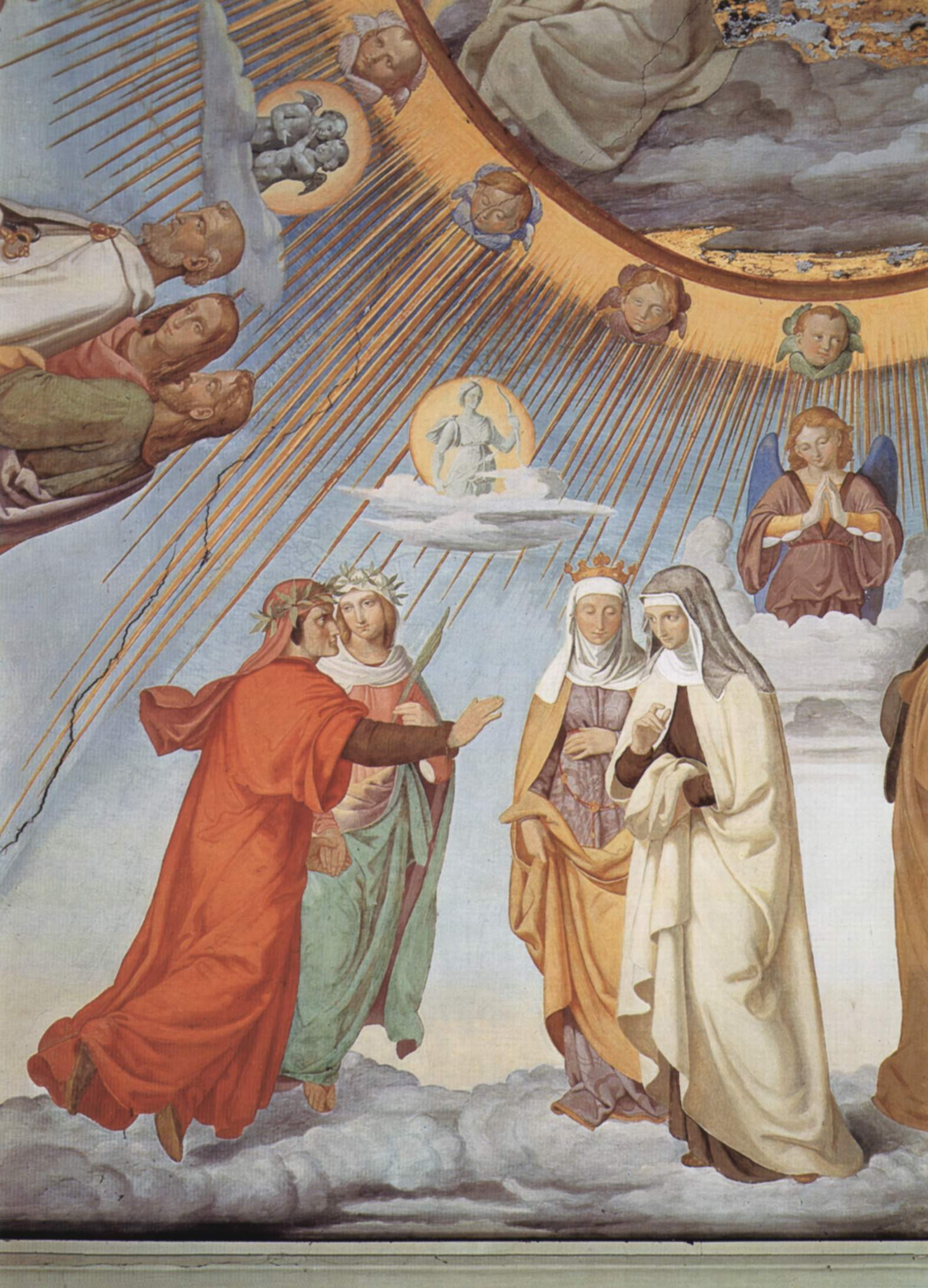
Dante y Beatriz hablan con Piccarda Donati y Constanza (fresco de Philipp Veit), Canto 3.

Las fases de la Luna se asocian con la inconstancia. Su esfera es por ende la de las almas que abandonaron sus votos de Castidad (en otras traducciones del libro hace referencia a Votos Monásticos, por lo que, es similar a los votos de Castidad), y por ende presentaron deficiencias en su virtud de coraje (Canto II). En esta los protagonistas conocen a Piccarda Donati, la hermana de Forese Donati, amigo de Dante, quien murió poco después de ser obligada a abandonar el monasterio. También conocen a Constanza I de Sicilia, quien (según Dante) fue arrancada por la fuerza de un monasterio para que contraer nupcias con Enrique VI (canto III). Beatriz habla sobre la libertad de la voluntad, el carácter sacro de los votos, y la importancia de resistir a las presiones (Canto IV):

"que el ánimo no cede si se esfuerza,

y hace cual con el el fuego hace natura,

aunque violencia mil veces lo tuerza.

Pues, ya se pliegue mucho o con mesura,

cede a la fuerza; y esto hicieron, pero

podían haber vuelto a la clausura."

Beatriz explica que un voto es un pacto firmado entre el hombre y Dios en el cual una persona ofrece su libertad a Dios. Estas decisiones no deben tomarse a la ligera, y deben mantenerse una vez realizados, a menos que mantenerlo acarree un mal demasiado grande, como el sacrificio de la hijas de Jefté y de Agamenón (Canto V).

### Segunda esfera (Mercurio, los ambiciosos)
Debido a su proximidad al sol, el planeta Mercurio suele ser difícil de ver. Desde un punto de vista alegórico, el planeta representa a quienes hicieron el bien por el deseo de adquirir fama, pero quienes debido a su ambición fallaron en la virtud de la justicia. Su gloria terrenal palidece en junto a la de Dios, del mismo modo que el planeta Mercurio es casi insignificante junto al Sol.

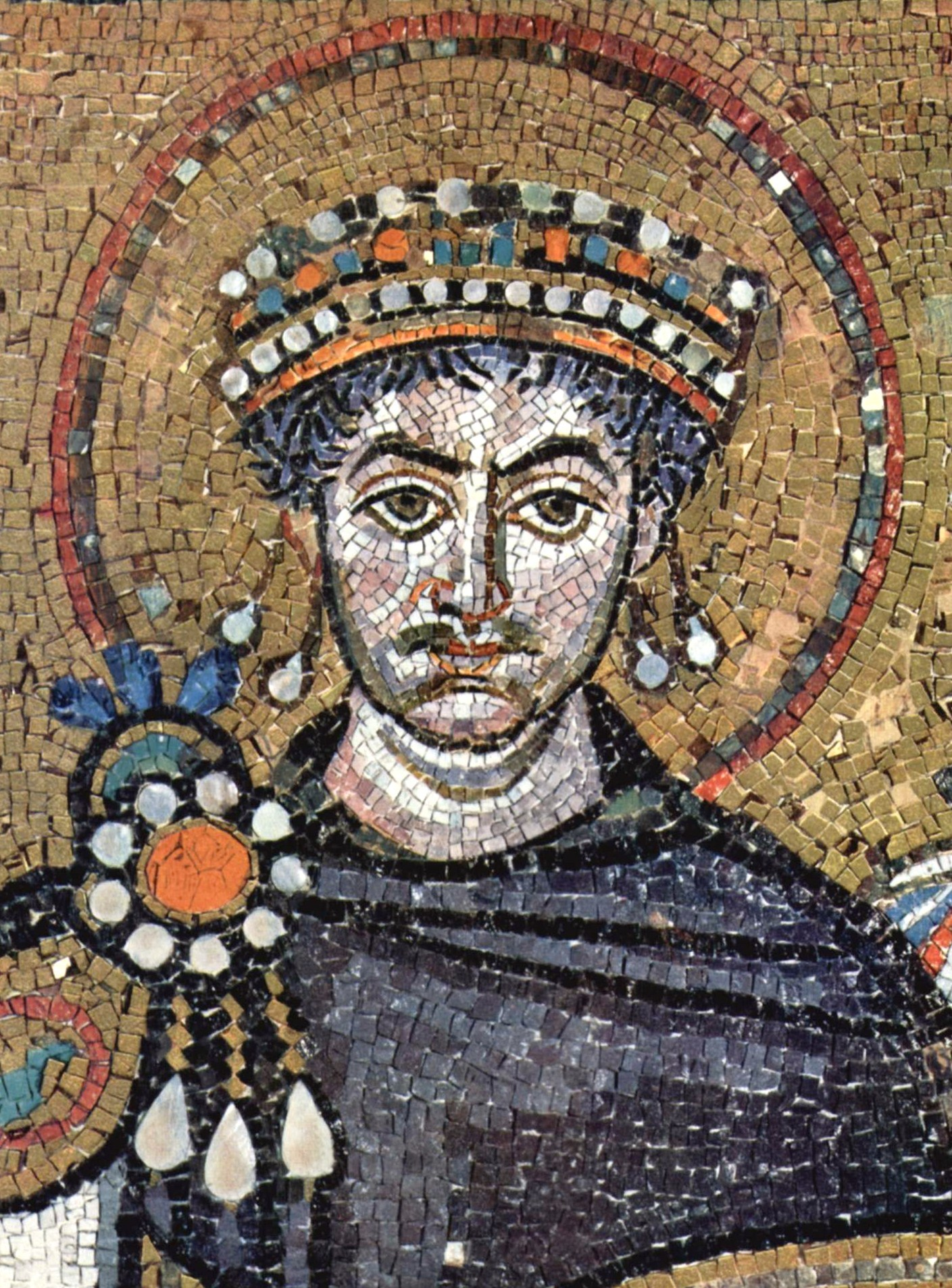
El emperador Justiniano se encuentra en la esfera de Mercurio, en el canto 5.

Dante conoce en esta esfera el emperador Justiniano, quien se presenta con las siguientes palabras: "César fui y soy Justiniano," indicando que su personalidad permanece, pero que su cargo terrenal ya no tiene validez (Canto V). Justiniano cuenta la historia del Imperio romano, mencionando entre otros a Julio César y Cleopatra; y lamenta la situación actual de Italia, debido al conflicto entre güelfos y gibelinos que así describe en el Canto VI:

"Uno al público signo los lirios áureos

opone, el otro lo usurpa en pro de su parte,

y duro es saber quién es el que más falta.

Obren los gibelinos, obren su arte

bajo otro signo; que mal lo sigue

siempre quien de la justicia lo aparta"

Por asociación, Beatriz habla sobre la Encarnación y la Crucifixión de Jesús, que sucedió en tiempos del Imperio romano (canto VII).

### Tercera esfera (Venus, los amantes)
Al planeta Venus (el lucero de la mañana y de la tarde) tradicionalmente se lo asocia con la diosa del amor, por lo que el autor lo convierte en la esfera de los amantes, quienes fallaron en la virtud de la templanza (Canto VIII):

"Solía creer el mundo en su peligro

que la bella Chipriota loco amor

irradiase, girando en su tercer epiciclo;

(...) y de ella de la cual principio tomo

tomaban el nombre de la estrella

que ya de nuca el Sol admira, ya de cejas."

Dante encuentra a Carlos Martel de Anjou-Sicilia, a quien ya conocía, y quien expresa que para funcionar correctamente cualquier sociedad necesita gente de diferentes tipos. Esas diferencias se ilustran con Cunizza da Romano (amante de Sordello), quien se encuentra en el Cielo, mientras que su hermano Ezzelino III da Romano en el Infierno, entre los violentos del séptimo círculo.
El trobador Fulco de Marsella habla de la tentación del amor, y recuerda (como se creía en ese entonces) que el cono de la sombra de la Tierra toca la esfera de Venus. Condena la ciudad de Florencia (planeada según él por Satán) por producir la "flor maldita" (el florín) responsable de la corrupción eclesiástica, y critica la clerecía por dedicarse al dinero, en vez de consagrarse a las Escrituras y en los textos de los Padres de la Iglesia (Canto IX):

"Tu ciudad, que de aquel es planta

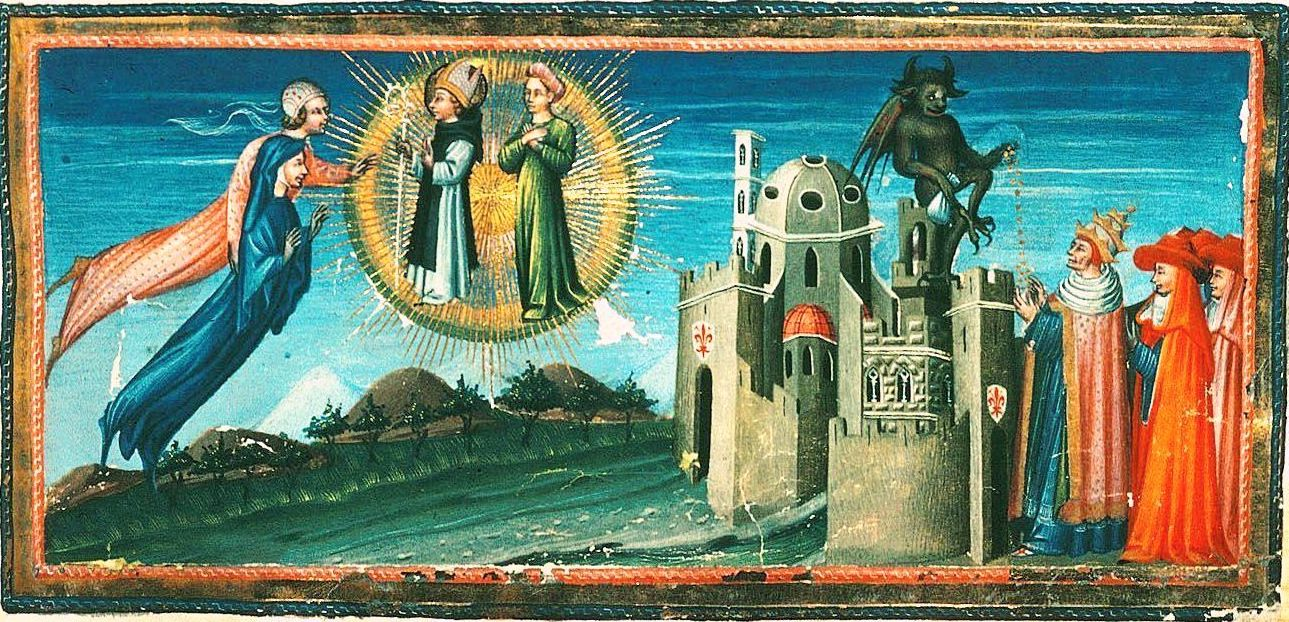
Fulco de Marsella lamenta la corrupción de la Iglesia, con la clerecía recibiendo dinero de Satán (miniatura de Giovanni di Paolo), Canto 9.

que primero volvió la espalda a su hacedor

y cuya es la envidia tan llorada,

produce y expande la maldita flor

que ha desviado a ovejas y a borregos,

porque ha hecho un lobo del pastor.

Por ello el Evangelio y los doctores magnos

son desechados, y sólo las Decretales

se estudian, que así se ve por los márgenes. (...)"

### Cuarta esfera (el Sol, los sabios)
Más allá de la sombra Tierra, Dante encuentra ejemplos positivos de Prudencia, Justicia, Templanza, y Coraje. En el Sol, que es la fuente de luz de la Tierra, Dante encuentra los máximos ejemplos de prudencia: las almas de los sabios, quienes ayudaron a iluminar el mundo intelectualmente.
Al principio un círculo de doce luces brillantes baila alrededor de Dante y Beatriz. Se trata de las almas de Tomás de Aquino, Alberto Magno, Graciano, Pedro Lombardo, el rey Salomón, Dionisio Areopagita, confundido con Pseudo Dionisio, Paulo Orosio, Boecio, Isidoro de Sevilla, Bede, Ricardo de San Víctor y Siger de Brabant. Tomás de Aquino cuenta la vida de San Francisco de Asís en el Canto XI. 
En una segunda etapa doce nuevas luces aparecen, una de las cuales es San Buenaventura, un franciscano, que cuenta la vida de santo Domingo de Guzmán, fundador de la orden a la que Santo Tomás pertenece. Como las dos órdenes no siempre fueron amigas en el mundo terreno, tener miembros de una homenajeando al fundador de la otra muestra que el amor reina en el cielo (Canto XII). Las veinticuatro luces giran en torno a Dante y Beatriz, cantando la Trinidad. Santo Tomás explica la sorprendente presencia de Salomón, quien se encuentra en el lugar por sabiduría real, más que filosófica o matemática (Cantos XIII y XIV):

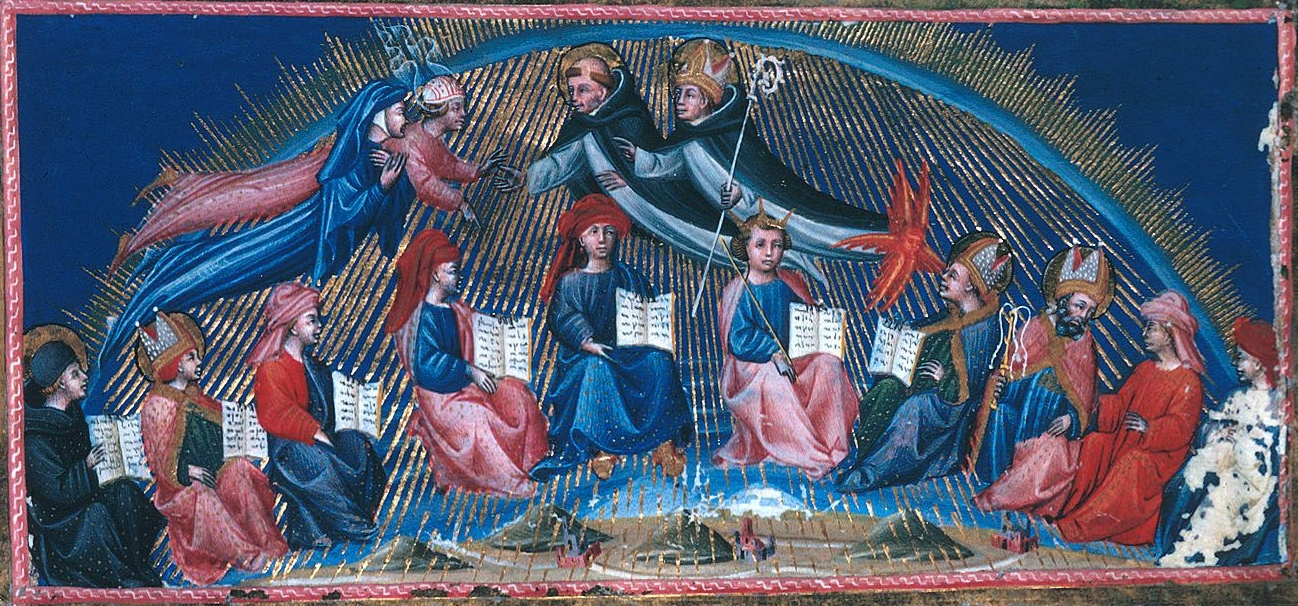
Dante y Beatriz encuentran dos grupos compuestos por doce sabios cada uno en la esfera del Sol (miniatura de Giovanni di Paolo), Canto 10.

"No he hablado de modo, que tú no puedas

darte cuenta que fue rey, y señal pidió

a fin de que rey suficiente fuera;

no por saber cuentos sean

los motores de aquí arriba, o si necesse

con contingente nunca necesse se hiciera;

no si est dare primum motum esse,

o si del medio cerco hacer se puede

un triángulo tal que recto no tuviese."

### Quinta esfera (Marte, los guerreros de la Fe)
Al planeta Marte tradicionalmente se le asocia con el dios de la guerra, por lo que Dante hace de esta esfera la de los guerreros de la fe, quienes dieron su vida por Dios, mostrando por ende la virtud del coraje. Los millones de centellas de luz que son sus almas forman una cruz griega en el planeta Marte, y el autor la compara con la Vía Láctea (Canto XIV):

"Como diversa de menores y mayores

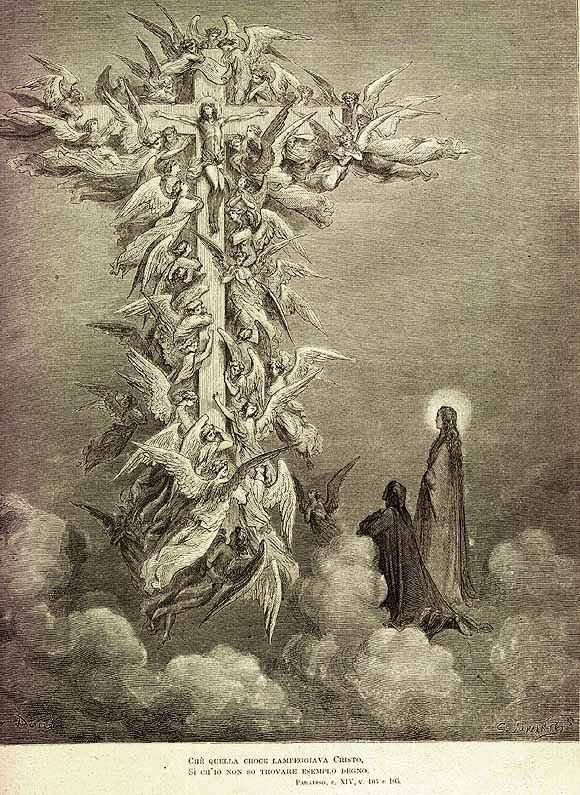
Los ángeles de la esfera de Marte formando una cruz griega, que el autor compara con la Vía Láctea.

luces albea tanto entre los polos del mundo

la Galaxia, que hace dudar a los sabios,

así constelados formaban en el profundo

Marte aquellos rayos el venerable signo

al unir cuadrantes en un círculo."

Aunque Dante dice que los sabios están "perplejos" por la naturaleza de la Vía Láctea, en su Convivio ya había descrito su naturaleza con bastante precisión en los siguientes términos:

"Lo que Aristóteles dijera no se puede saber con certeza, porque su sentencia no es la misma en una traducción que en otra. (...) En la Vieja dice que la Galaxia no es sino una multitud de estrellas fijas, tan pequeñas que no podemos distinguirlas desde aquí abajo, pero que de ellas aparece aquel albor, que llamamos Galaxia: y puede ser, que el cielo en aquella parte sea más denso, ya que retiene y refleja aquella luz. Y esta opinión parecen tener, con Aristóteles, Avicena y Tolomeo."

Dante conoce a su ancestro Cacciaguida, quien participó en la Segunda Cruzada, y habla en términos elogiosos de la República de Florencia del siglo XII, pero lamenta la decadencia de la ciudad de los tiempos del autor (Cantos XV y XVI). Como el tiempo de la narración de la obra sucede antes del de la escritura, en 1300, y por ende antes del exilio del autor, algunos personajes del poema pueden "predecir" un porvenir ominoso. De hecho, Cacciaguida responde a una pregunta de Dante sin el menor ambage, revelándole que vivirá en el exilio (Canto XVII):

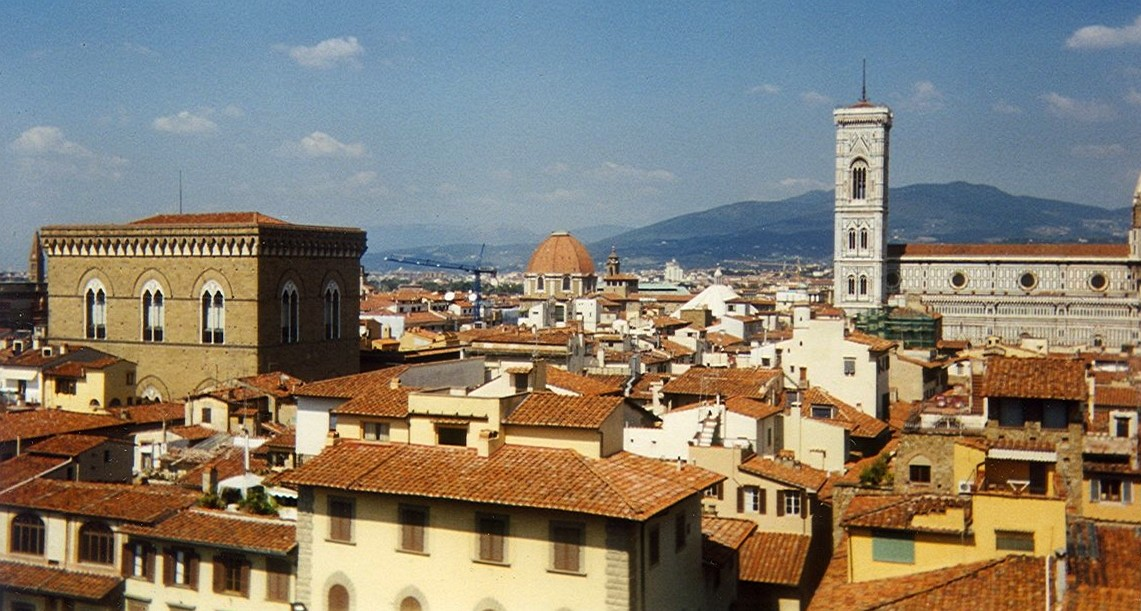
Cacciaguida predice sin ambages que Dante sufrirá un amargo exilio de Florencia.

"Tú dejarás todas las cosas que amas

más entrañablemente; y este es el dardo

que el arco del exilio primero saeta.

Tú probarás cuán amargo

es el pan ajeno, y cuán dura es la calle

de subir y bajar por ajena escala."

Sin embargo, Cacciaguida también encarga a Dante escribir y contar todo lo que ha visto en los tres reinos de ultratumba. Dante por último encuentra varios otros guerreros de la fe, como Josué, Judas Macabeo, Carlomagno, Roldán y Godofredo de Bouillón (Canto XVIII).

### Sexta esfera (Júpiter, los buenos gobernantes)
El planeta Júpiter se suele asociar con el rey de los dioses, por lo que Dante lo escoge como la esfera en que figurarán los reyes que se caracterizaron por su justicia. Las almas deletrean la versión latina de "Justicia del amor, que juzgas", tras la cual la "M" final de la frase toma la forma de un águila imperial gigante. (Canto XVIII):

"DILIGITE IUSTITIAM, fue el primer

verbo y nombre de todo lo presentado;

QUI IUDICATIS TERRAM fue el final.

En esta esfera se encuentran David, Ezequías, Trajano (quien se convirtió al cristianismo según una leyenda medieval), Constantino I, Guillermo II de Sicilia, y Rifeo el troyano (lo cual sorprende a Dante), quien fue un pagano salvado por la merced de Dios. Las almas que forman el águila imperial hablan con una sola voz, y hablan de la justicia de Dios. (Cantos XIX y XX).

### Séptima esfera (Saturno, los contemplativos)
La esfera de Saturno es la de los contemplativos, que incluye la templanza. Dante encuentra a Pedro Damián, y discute con él sobre el monacato, la doctrina de la predestinación, y la triste situación de la Iglesia (Cantos XXI y XXII). Beatriz, quien representa la teología, se hace cada vez más adorable y llena de gracia, lo cual es una señal que indica la cercanía de la percepción del observador a la de Dios:

"Y ella no reía, mas: Si yo riera,

comenzó, tú te harías cual

fue Semele en cenizas hecha;

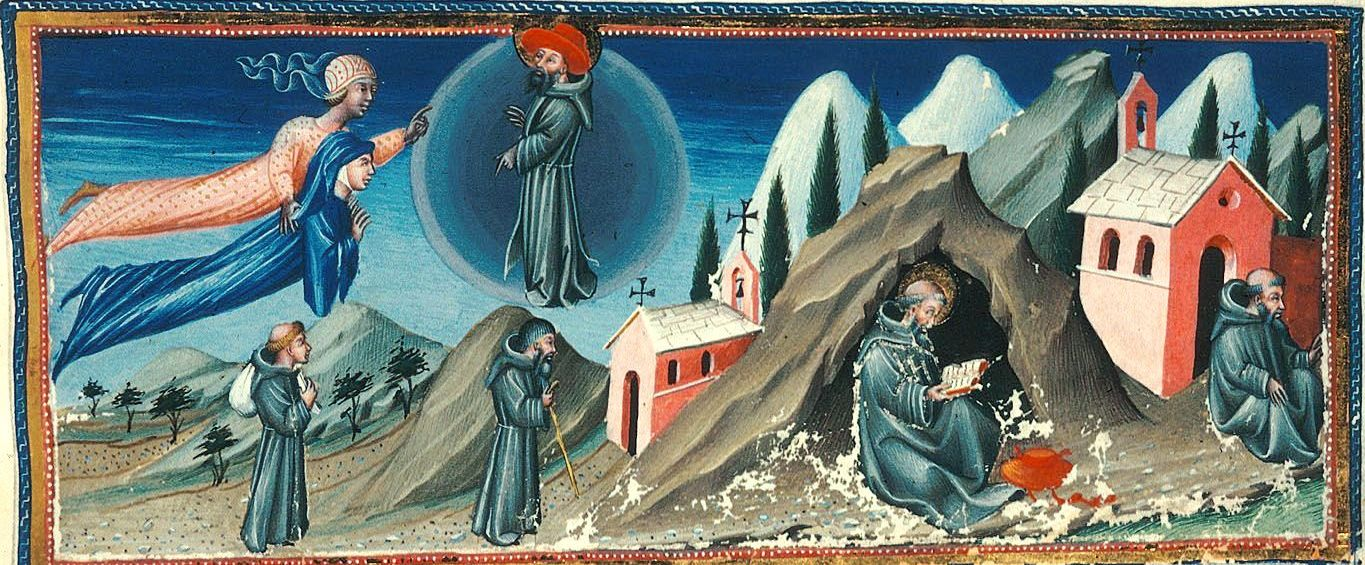
Dante y Beatriz encuentran a Pedro Damián, quien les cuenta su vida, y les habla sobre la predestinación (miniatura de Giovanni di Paolo), Canto 21.

porque mi belleza, que por la escala

del eterno palacio más se enciende,

como has visto, cuanto más asciende,

si no se templara, tanto esplende,

que tu mortal poder sería, a su fulgor,

fronda que desbarata el trueno."

### Octava esfera (las estrellas fijas; fe, esperanza y amor)

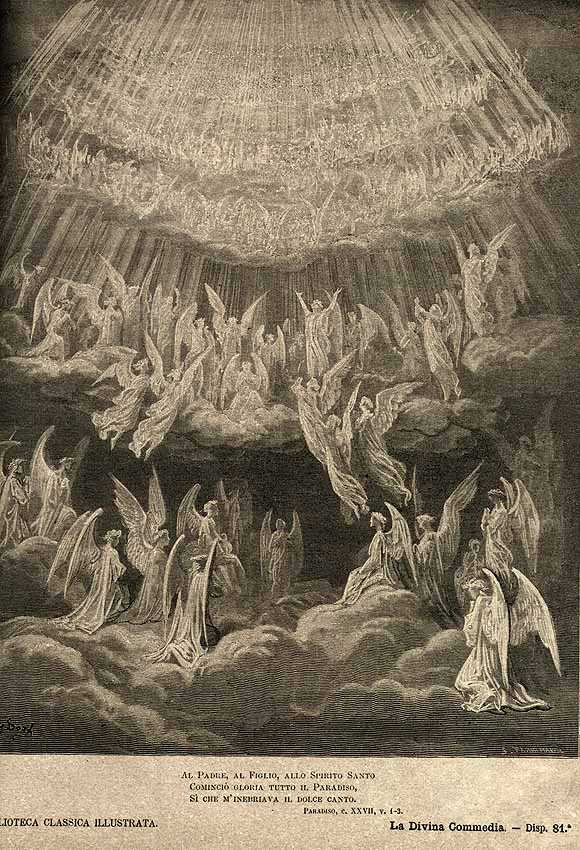
Dante y Beatriz en la esfera de las Estrellas fijas.

La esfera de las Estrellas fijas es la de la Iglesia militante. En este punto (de hecho desde la de géminis, bajo la cual nació el autor), Dante vuelve la vista atrás para contemplar tanto las siete esferas por las que ha pasado como la Tierra (Canto XXII):

"Con la vista retorné por todas cuantas

las siete esferas, y vi a este globo

tal, que sonreí de su apariencia villana;

y aquel consejo por mejor apruebo

que lo tiene en menos; y quien en otra cosa piensa

llamarse puede verdaderamente probo."

Dante ve asimismo a la Virgen María y otros santos (Canto XXIII). San Pedro examina a Dante sobre la fe, preguntándole qué es, y si alberga o no ese sentimiento.Tras la respuesta, San Pedro le pregunta al protagonista cómo sabe que la Biblia es verdadera, y (en un argumento atribuido a san Agustín) Dante cita el milagro de que la iglesia haya crecido tan pronto y tan robusta a partir de orígenes tan humildes (Canto XXIV):

"Me respondieron: Di ¿quién te asegura

que existieron las obras? Aquello mismo

que quiere probarse, no otro, te lo jura.

Si el mundo volvióse al cristianismo,

dije yo, sin milagros, es que él es uno

tal, que los demás un céntimo no valen;

porque tú entraste pobre y ayuno

en el campo, a sembrar la planta buena,

que fue ya viña, y ahora se ha hecho espino."

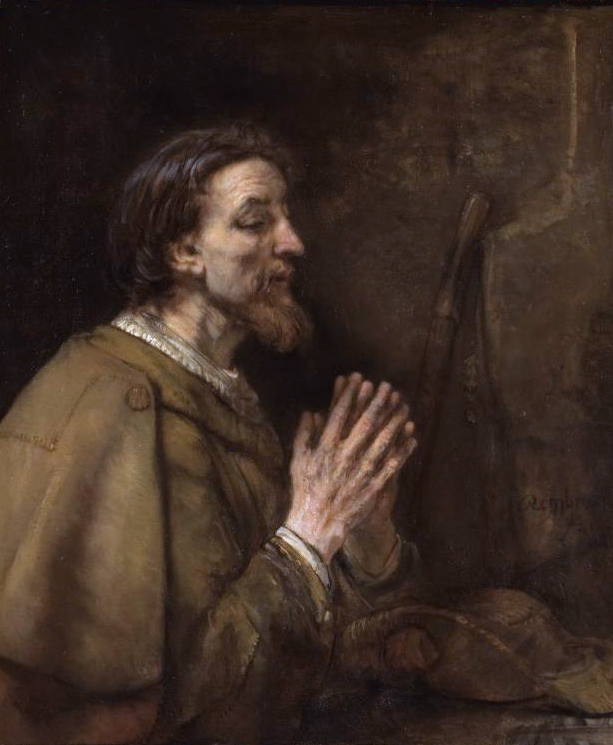
Santiago, quien examina a Dante sobre la esperanza (obra de Rembrandt), Canto 25.

Santiago examina a Dante sobre esperanza, y Beatriz da fe de que el autor alberga ese sentimiento (Canto XXV):

"La Iglesia militante no tiene mejor hijo

con mayor esperanza, como está escrito

en el Sol que irradia a nuestro rebaño;

porque se la ha concedido que de Egipto

venga a Jerusalén para ver,

antes que su combatir le sea prescrito."

Por último, San Juan examina a Dante sobre el amor. En su respuesta, el protagonista se refiere al concepto de "amor torcido" discutido en el Purgatorio (Canto XXVI):

"Entonces comencé: todos los mordiscos

que pueden forzar al corazón que a Dios

se vuelva, a mi caridad concurren;

porque el ser del mundo y el ser mío,

la muerte que Él sostuvo para que yo viva,

y lo que todo fiel como yo espera,

con el dicho conocimiento vivo,

arrancado me han del mar del amor torcido,

y del derecho me han puesto en la orilla.

El follaje del que se enrama todo el huerto

del hortelano eterno, amo yo tanto

cuanto en ellos de bien Dios ha puesto."

Por último San Pedro acusa a Bonifacio VIII en términos de gran severidad, y agrega que a sus ojos la Santa Sede está vacía (Canto XXVII).

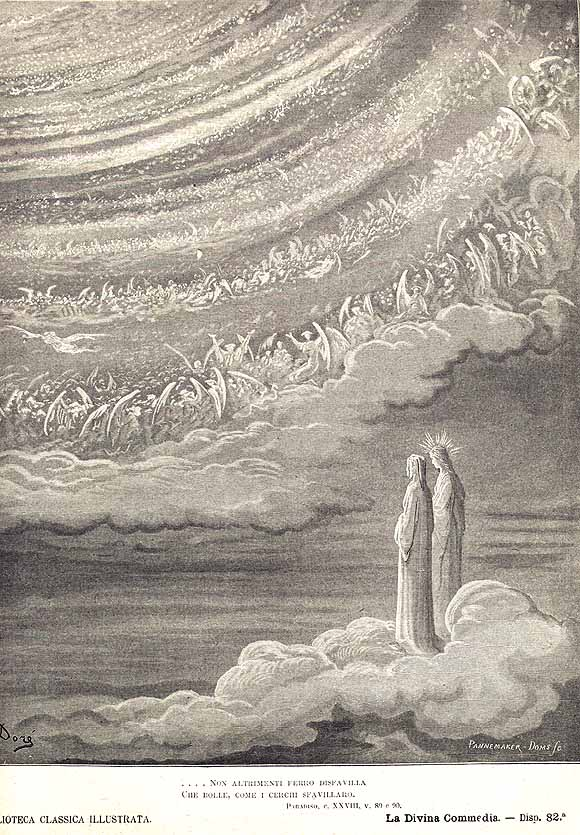
Dante y Beatriz ven a Dios como un punto de luz rodeado de ángeles (ilustración de Gustave Doré), Canto 28.

### Novena esfera (el Primer Móvil, los ángeles)
El Primer Móvil es la mayor esfera del universo físico. Dios la mueve directamente, haciendo que por reacción a su vez se muevan todas las otras esferas que alberga (Canto XXVII):

"Y este cielo no tienen otro donde

que la mente divina, en la que se inflama

el amor que lo impulsa y la virtud que le llueve.

Luz y amor de un círculo que lo comprende

así como él a los otros; y aquel cinto

que lo ciñe sólo él lo entiende,

No es su movimiento de otro distinto;

más los otros son medidos por este,

como el diez por el medio y el quinto".

El Primer Móvil es la morada de los ángeles, y allí ve Dante a Dios como un intenso punto de luz rodeado de nueve anillos de ángeles (Canto XXVIII). Beatriz explica la creación del universo, y el papel de los ángeles, terminando con una severa crítica a los predicadores de entonces (Canto XXIX):

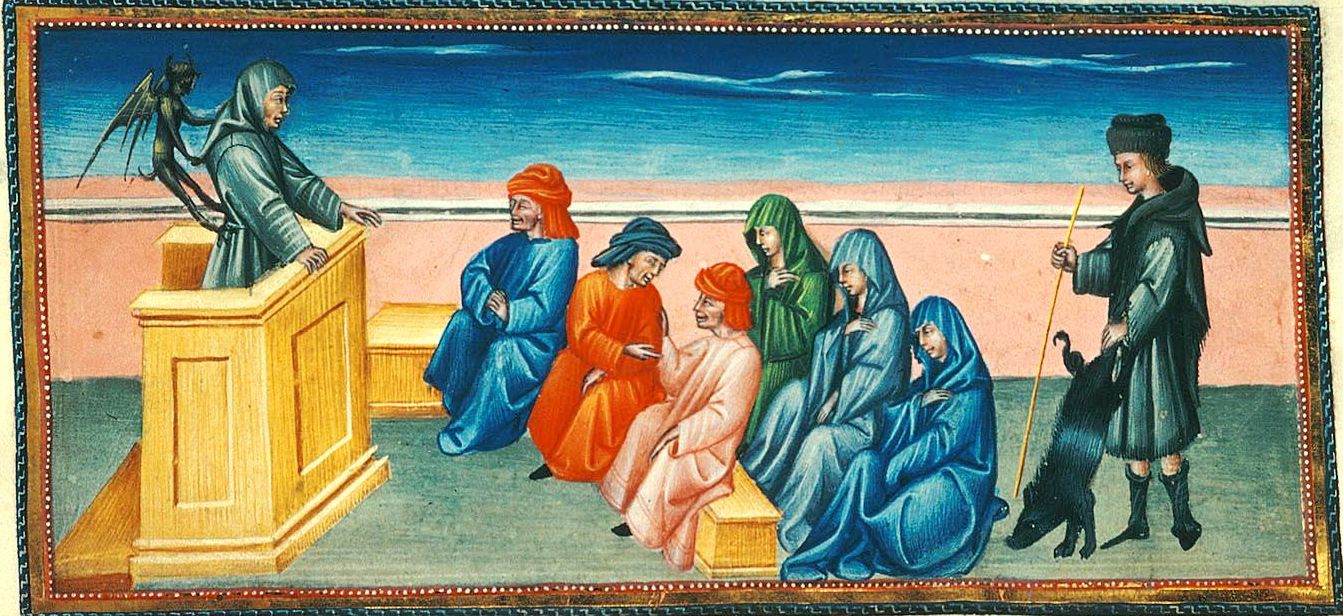
Beatriz critica a los predicadores contemporáneos del autor, sugiriendo que un "ave" siniestra (en realidad un demonio alado) anida en su cuello (miniatura de Giovanni di Paolo), Canto 29.

"No dijo Cristo a su primer convento:

Id y predicad al mundo patrañas;

más les dio veraz fundamento;

que resonó tanto en sus bocas

que en su lucha por arder la fe,

del Evangelio hicieron escudo y lanza.

Ahora van con argucias y bufonadas

a predicar, y aunque bien la gente ría,

ínflase la capucha, y no se busca otra cosa".

## El Empíreo
Desde el Primer Móvil, Dante asciende a una región que está más allá de la existencia física, el Empíreo, que es la morada de Dios. Beatriz, que representa la teología, se hace en este lugar más bella que nunca, y Dante se ve envuelto por la luz, de modo que es capaz de ver a Dios (Canto XXX):

"Como súbito relámpago que dispersa

los espíritus visivos, tal que priva

al ojo de ver más fuertes objetos,

así me circundó una luz viva,

y dejóme cegado con tal velo

su fulgor, que nada aparecía.

Siempre el amor que aquieta este cielo

con este saludo al que llega acoge
 
a fin de disponer a su llama la candela."

Dante ve una rosa enorme, que simboliza el amor divino, cuyos pétalos son las almas entronizadas de los fieles (tanto los del Antiguo Testamento como los del Nuevo). Todas las almas que ha conocido en el Paraíso, incluyendo a Beatriz, tienen su morada en esta rosa. A su alrededor hay ángeles volando como abejas, distribuyendo paz y amor. Cuando Beatriz pasa a ocupar su lugar en la rosa, Dante ya se encuentra más allá de la teología y a su vez puede contemplar directamente a Dios, y San Bernardo, en cuanto místico contemplativo, será su guía en esta última etapa (Canto XXXI).

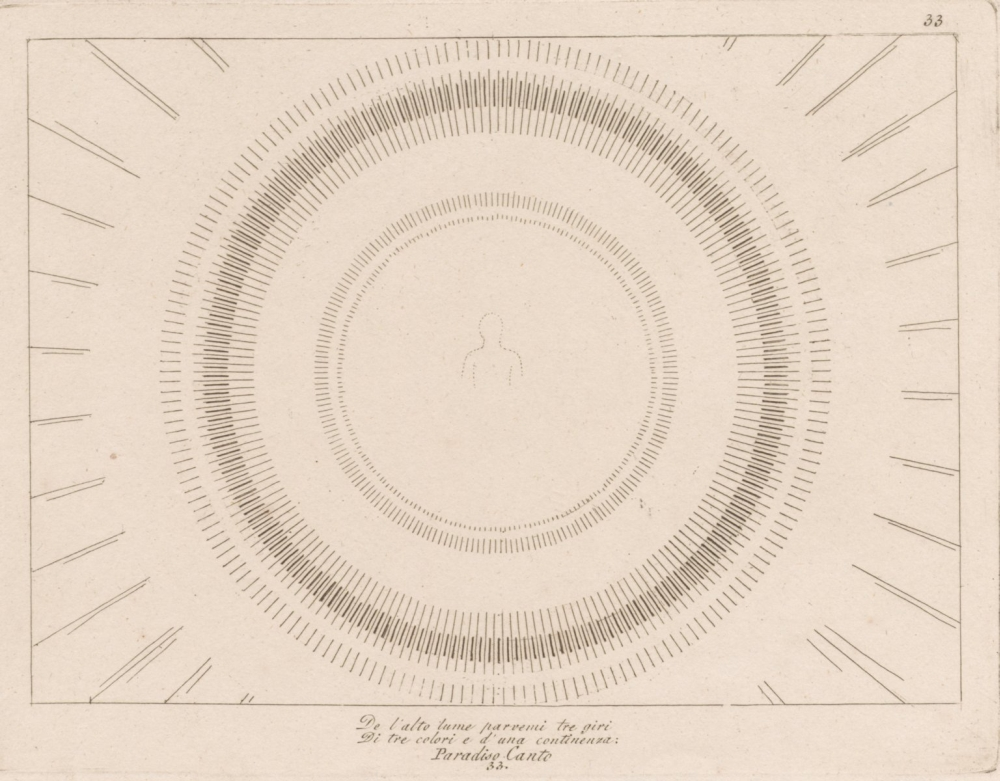
Los tres círculos de la Trinidad (ilustración John Flaxman), Canto 33.

San Bernardo continua explicando la predestinación, y reza a María a favor de Dante. Por último, el protagonista entra en contacto directo con Dios (Cantos XXXII y XXXIII), quien aparece como tres círculos idénticos que ocupan el mismo espacio, los cuales representan al Padre, el Hijo, y el Espíritu Santo:

"sino porque la visión se avaloraba

en mi mirada, una sola apariencia,

mudando yo, por mi se trastocaba.

En la profunda y clara subsistencia

del alto lumbre me aparecieron tres giros

de tres colores y de un continente;

y uno de otro como iris de iris

parecía reflejo, y el tercero parecía fuego,

que aquí y allá igualmente se espire.

Dentro de esos círculos el protagonista discierne la forma humana de Cristo. La Divina Comedia termina con el poeta tratando de entender cómo los círculos logran encajar, y cómo la humanidad de Cristo se refiere a la divinidad del Sol no obstante, como Dante lo señala, para continuar "no bastaban las propias alas". Tras un rayo de comprensión, que el poeta no puede explicar, Dante entiende, y su alma entra en total armonía con el amor divino:

"A la alta fantasía aquí faltaron fuerzas;

mas ya movía mi deseo y mi velle,

como rueda a su vez movida,

el amor que mueve el Sol y las demás estrellas".